# Albert von Rheinbaben
Karl Wilhelm Gustav Albert baron von Rheinbaben (né le 3 mai 1813 à Breslau et mort le 1er novembre 1880 à Crossen-sur-l'Oder) est un général de cavalerie prussien.

## Biographie

### Origine
Albert est issu de l'ancienne famille noble silésienne von Rheinbaben. Il est le fils du lieutenant général prussien Karl von Rheinbaben (1781–1843) et de sa seconde épouse Adelheide Wilhelmine Helene, née von Zychlinski (née le 7 mars 1787 à Treppeln et morte le 29 septembre 1855 dans la même ville).

### Carrière militaire
Rheinbaben fait ses études dans la maison des cadets à Berlin et en août 1830 comme sous-lieutenant dans le 1er régiment de cuirassiers de l'armée prussienne stationné à Breslau. Promu premier lieutenant en 1846, il avait rapidement atteint le grade d'adjudant supérieur, ce qui lui valut en 1849 un commandement dans l'armée autrichienne en Hongrie. Rheinbaben est adjudant au commandement général du 6e corps d'armée à Breslau, lorsqu'à l'été 1849, il y est chargé de faire un rapport sur l'évolution de la guerre entre les Autrichiens et les Russes alliés à eux contre les rebelles hongrois. La même année, il est promu Rittmeister. À partir de 1850, Rheinbaben est officier d'état-major général, et en 1852, il reçoit l'Ordre de l'Aigle rouge de 4e classe.
Muté à l'état-major de la 11e division d'infanterie comme capitaine en 1853, il devient le compagnon militaire du prince Albert de Prusse en 1855. Avec lui, il voyage en Italie, en Suède, en France et en Norvège. Promu major en 1854, il retourne au service militaire en 1857 comme officier d'état-major au régiment des Gardes du Corps. À partir du 9 juillet 1857, il est commandant du 2e régiment de cuirassiers. La même année, il hérite du domaine de Treppeln dans l'arrondissement de Crossen-sur-l'Oder de son défunt oncle Zychlinski. Du 25 mars 1858 au 28 janvier 1863, il est commandant du régiment de cuirassiers de la Garde et est entre-temps nommé lieutenant-colonel en 1859 et colonel à l'occasion du couronnement royal de Guillaume Ier à Königsberg le 18 octobre 1861. En 1863, il devient commandant de la 2e brigade de cavalerie de la Garde et général de division en 1865. Rheinbaben participe à la guerre austro-prussienne en Bohême en 1866 en tant que commandant du 1re brigade de cavalerie légère du 1er corps de cavalerie de l'armée. À la tête de sa brigade, il mène une charge victorieuse à Sadowa.
Après la fin de la guerre, Rheinbaben commande la 3e brigade de cavalerie de la Garde, puis devient commandant de la 9e division d'infanterie et à ce poste est promu lieutenant-général le 22 mars 1868.
Dans la guerre contre la France en 1870/71, il est commandant de la 5e division de cavalerie de la 2e armée. Elle compte huit régiments de cavalerie (en règle générale, il n'y en avait que quatre à six). En août 1870, il intervient avec succès à Forbach-Spicheren. Dans les combats du 16 août à Mars-la-Tour, la division prend une part importante, mais n'y combat pas en tant qu'unité, mais en brigade ou en régiment. Dans la bataille de Sedan, elle est utilisée pour la reconnaissance et la sécurité et pendant le siège de Paris, elle doit couvrir les troupes de siège contre les attaques de l'ouest. En plus de nombreux prix, Rheinbaben reçoit l'étoile avec des feuilles de chêne et des épées pour l'Ordre de l'Aigle rouge de 2e classe.
Après la fin de la guerre, Rheinbaben est à nouveau aux commandes de la 9e division et prend le poste d'inspecteur général de l'instruction et de la formation militaires en novembre 1872. Il succède au général von Peucker et poursuit la réorganisation du corps de cadets. En 1873, il est nommé général de cavalerie et reçoit la Grand-croix de l'Ordre de l'Aigle rouge avec épées. À l'été 1880, il célèbre son cinquantième anniversaire de service et, à cette occasion, il est nommé chef du 13e régiment de dragons. La maladie le force à demander sa retraite. Une mauvaise santé le contraint à demander sa mise à la retraite. Il la reçoit le 23 octobre 1880 par une lettre personnelle de Guillaume Ier, avec laquelle il reçoit les insignes de l'Ordre de l'Aigle noir, qui lui sont conférés ce jour-là. 
Il se retire dans son domaine à Treppeln près de Crossen-sur-l'Oder. Il y meurt quelques jours plus tard, le 1er novembre 1880.

### Famille
Rheinbaben se marie le 7 mars 1860 à Weimar avec Natalie von Mandelsloh (de) (née le 3 janvier 1829 à Dresde et mort le 3 avril 1906 à Dessau), fille du général de division saxon Friedrich Max von Mandelsloh (1790-1871) et de son épouse Mathilde, née comtesse Rüdiger. Le mariage a trois enfants.
Son épouse est l'hôtesse en chef de Marie de Saxe-Altenbourg, l'épouse du prince Albert de Prusse. En 1884, après la mort d'Albert, elle vend le domaine de Treppeln et suit le couple princier à Brunswick.